# 冯昭泰
冯昭泰（645年—709年），出自长乐冯氏，为冯弘十代孙，冯世基曾孙，冯长命之孙。唐朝官员。

## 生平
冯昭泰初任左奉裕改让贤府果毅，改为文州司马。被酷吏陷害罢官，之后历任荣州长史、宋州司马。假右台侍御史江南道廉察使，加朝散大夫，进潞州长史。转湖州长史后来贬为饶州司马。未行，再拜鄂州刺史，入朝为太子家令兼知内外铸钱事，检校邢州刺史，后来转任睦州刺史，冯昭泰性鸷刻，诬告桐庐县令李师旦等二百余家为邪教。左台监察御史李尚隐为李师旦等昭雪其冤。冯昭泰左授泉州司马，未任，又贬荣州司马，后任温州长史、括州刺史。景龙三年（709年）六月十三日，在苏州去世，年六十五岁。赠大理卿，谥节。

## 家庭

### 妻
- 夫人王氏，左相邢公王及善之女，垂拱二年卒，年三十六岁。
- 後夫人刘氏，鸿胪卿刘善因之孙女，景龙三年卒，年五十五岁。

### 子
- 长子冯绍正，少府监
- 第四子冯绍忠，未仕
- 第五子冯绍烈，御史中丞、给事中